# Agta, Centralni Cagayan (jezik)
Centralni cagayan agta jezik (labin agta; ISO 639-3: agt), sjevernoluzonski jezik podskupine Gaddang, kojim govori 780 ljudi (2000) od 820 etničkih pripadnika na sjeveroistoku otoka Luzon u Filipinima.
U upotrebi su i ilocano [ilo] ili filipinski [fil]. Pismo: latinica.

## Vanjske poveznice
- Ethnologue (14th)
- Ethnologue (15th)